# 湯島御霊社
湯島御霊社（ゆしまごれいしゃ）は東京都文京区の神社。

## 概要
1710年（宝永7年）に創建された。祭神の8柱は、吉備真備を除き、いずれも非業の最期を遂げており、怨霊化を防ぐために専用の神社を創建して、慰霊するようになった。当社もその一つであった。
当初の名称は「御霊八所神社」であったが、1913年（大正2年）に現在名に改めた。

## 交通アクセス
- 本郷三丁目駅より徒歩8分。